# АЕС Додевард
Атомна електростанція Додевард — колишня атомна електростанція в голландському місті Додевард. Станція працювала з 1969 по 1997 рік. Електростанція знаходиться в безпечній камері; знесення ще не розібраних, внутрішньо радіоактивно забруднених будівель заплановано на 2045 рік.
Електростанція була побудована на висоті 13,2 метра над рівнем моря, щоб бути безпечною під час паводка. Для подачі та вивезення матеріалу електростанція мала міст через стрінг ван де Ваал, глухий боковий рукав. Електростанція мала невелику гавань, з якої також закачувалась охолоджуюча вода.
Станція являла собою киплячий ядерний реактор з природною циркуляцією (BWR), або «пасивно-безпечний киплячий реактор». Потужність становила 58 мегават — у 1960-х роках було достатньо, щоб забезпечити енергією таке місто, як Арнем. Станція працює з високою доступністю протягом 28 років, підключена до національної мережі.

## Історія
Атомна електростанція Dodewaard була першою атомною електростанцією в Нідерландах. У 1950-х роках політики та промисловість вимагали будівництва атомної електростанції в Нідерландах. Після початкового дослідження, проведеного на замовлення NV Samenwerking Elektriciteitsproductiebedrijven (SEP) щодо будівництва електростанції потужністю 150 МВт («Комісія Роенбурга» в 1957 році), було зроблено висновок, що це технічно можливо, але не є фінансово здійсненним. «Атомна електростанція Комісії», заснована в 1959 році, розробила адаптований план електростанції потужністю 50 МВт, який був як технічно, так і економічно обґрунтованим. У 1961 році для цієї станції було обрано киплячий реактор General Electric, який фінансувався Міністерством економіки, електричними компаніями, Євратомом і деякими позиками. Деталі, наскільки це було можливо, вироблялися в Нідерландах такими компаніями, як Stork, Philips, NV Hollandse Signaalmachines і NV Rotterdamsche Droogdok Maatschappij . Додевард було обрано як місце розташування через наявність достатньої кількості охолоджувальної води з Ваалу, наявність підстанції національної електромережі та близькість Арнема, де розташовано багато залучених компаній.

## Протест
З 1970-х років соціальний опір атомній енергетиці почав зростати. Аварія на атомній електростанції Гаррісбург у США в 1979 році викликала політичну дискусію в Нідерландах. У 1981 році на електростанції в Додеварді відбулося кілька протестів руху проти ядерної енергії. У 1982 році була створена Центральна організація з радіоактивних відходів (COVRA) для зберігання радіоактивних відходів.

## Закриття
Спочатку завод повинен був закритися в 1994 році, але в 1986 році було вирішено перенести цю дату закриття на 1998 рік. Після 1994 року, за словами тодішнього директора GKN, котел для майбутнього виведення з експлуатації, серед іншого, був би вже заповнений, щоб виробництво електроенергії після цих років могло відбуватися дуже дешево. У 1989 році право власності на електростанцію було передано Кооперації виробників енергії (SEP), тому що згідно з новим Законом про електроенергію, електроенергетична компанія може діяти незалежно лише з потужністю щонайменше 2500 МВт. Незважаючи на те, що SEP у 1991 році висловила бажання залишити електростанцію відкритою до 2002 року, а ліцензія була видана в 1996 році до 2004 року, незабаром після цього було зроблено висновок, що в Нідерландах переважає несприятливий політичний клімат щодо атомної енергії, і станція більше не вважався прибутковим через низьку потужність. Крім того, завод, який перебував у спільній власності, більше не міг вписуватися в лібералізований енергетичний ринок. Тому 26 березня 1997 року електростанцію було виведено з експлуатації.

## Демонтаж
Остаточне виведення з експлуатації планується з 2045 року. GKN керує електростанцією та забезпечить знесення останніх будівель приблизно у 2045 році. У 2010 році виникли сумніви щодо достатньої суми, зарезервованої на знесення. Протягом терміну експлуатації АЕС ця сума була зарезервована таким чином, щоб після подальшого збільшення за рахунок інвестицій та відсотків покрити витрати на виведення з експлуатації у 2045 році. На рубежі століть початковий план передбачав передачу акцій GKN від NEA компанії COVRA, яка контролюватиме подальший демонтаж. Однак у 2007 році Міністерство житлово-комунального господарства, просторового планування та навколишнього середовища заявило, що у фонді виведення з експлуатації занадто мало грошей, що робить передачу небажаною. Держава стверджує, що NEA несе відповідальність за це, і з цієї причини в 2017 році суд змусив державу отримати дозвіл на допит свідків. NEA, яке вважає, що грошей достатньо, виступає проти цієї заяви держави та вказує на те, що атомна електростанція протягом свого активного існування завжди була в руках уряду, а тому нею керував і управляв уряд. Тому, на думку акціонерів, принцип «забруднювач платить» у даному випадку їх не стосується. Крім того, атомна електростанція ніколи не приносила грошей, тому що головною метою було отримання досвіду роботи з технологією. За словами акціонерів, якщо на виведення з експлуатації було виділено надто мало грошей, це тому, що споживачі електроенергії платили занадто мало за електроенергію. У 2017 році NEA запропонувала одноразово додати 25 мільйонів євро до фонду виведення з експлуатації, щоб забезпечити передачу. Однак у вересні 2018 року держава перервала переговори.

## Інформація про енергоблоки
| Енергоблок | Тип реакторів  | Потужність | Потужність | Початок будівництва | Пуск       | Підключення до мережі | Введення в експлуатацію | Закриття   |
| Енергоблок | Тип реакторів  | Чистий     | Брутто     | Початок будівництва | Пуск       | Підключення до мережі | Введення в експлуатацію | Закриття   |
| ---------- | -------------- | ---------- | ---------- | ------------------- | ---------- | --------------------- | ----------------------- | ---------- |
| Додевард   | BWR, GE дизайн | 54 МВт     | 60 МВт     | 01.05.1965          | 24.06.1968 | 18.10.1968            | 26.03.1969              | 26.03.1997 |